# 北海道道914号新富神里線
北海道道914号新富神里線（ほっかいどうどう914ごう しんとみかみさとせん）は、北海道虻田郡豊浦町と虻田郡真狩村を途中ニセコ町を経て結ぶ一般道道（北海道道）である。

## 概要

### 路線データ
- 起点：北海道虻田郡豊浦町新富（北海道道32号豊浦ニセコ線交点）
- 終点：北海道虻田郡真狩村神里（北海道道97号豊浦京極線交点）
- 路線延長：27.8 km

## 歴史
- 1976年（昭和51年）8月31日 路線認定[1]。

## 地理

### 通過する自治体
- 胆振総合振興局
  - 虻田郡
    - 豊浦町
- 後志総合振興局
  - 虻田郡
    - ニセコ町
    - 真狩村

豊浦町 - ニセコ町 - 真狩村 - ニセコ町 - 真狩村の順に通過する。

### 交差する道路
豊浦町
- 北海道道32号豊浦ニセコ線 - 新富（起点）
- 北海道道702号美和豊浦停車場線 - 美和

真狩村
- 北海道道97号豊浦京極線 - 神里（終点）